# カヤツリグサ目
カヤツリグサ目 (Cyperales) は単子葉植物の目の一つで、カヤツリグサ科をタイプ科とするもの。含まれる科は分類体系によって異なる。小穂を目の特徴とすることが多い。

## 分類

### APG植物分類体系
APG植物分類体系ではこの名称は使われていない。カヤツリグサ科はイネ目に含まれている。

### クロンキスト体系
クロンキスト体系ではイネ科を含む2科からなる。
- 被子植物門 Magnoliophyta
  - 単子葉植物綱 Liliopsida
    - ツユクサ亜綱 Commelinidae
      - カヤツリグサ目 Cyperales
        - カヤツリグサ科 Cyperaceae
        - イネ科 Poaceae (=Gramineae)

### 新エングラー体系
エングラーと共同研究者はカヤツリグサ科を他の科との類縁が薄いとして、カヤツリグサ目を単型の目とした。
- 被子植物門 Angiospermae
  - 単子葉植物綱 Monocotyledoneae
    - カヤツリグサ目 Cyperales
      - カヤツリグサ科 Cyperaceae